# Jleborob (Novopokróvskaya, Krasnodar)
Jleborob (del ruso: Хлебороб) es un jútor del raión de Novopokróvskaya del krai de Krasnodar, en Rusia. Está situado 11 km al norte de Novopokróvskaya y 167 km al nordeste de Krasnodar, la capital del krai. Tenía 298 habitantes en 2010.
Pertenece al municipio Gorkobalkovskoye.